# Fontaine du marché des Blancs-Manteaux
La fuente del mercado de Blancs-Manteaux se encuentra en 8 rue des Hospitalières-Saint-Gervais, en el IV Distrito de París.

## Historia
En 1813, el emperador Napoleón ordenó la creación de un mercado en el lugar del antiguo hospicio de Saint Gervais ubicado en la rue Vieille-du-Temple, frente al de Blancs-Manteaux. El hospicio fue adquirido por la ciudad de París.
Por razones de higiene, la carnicería se instala en una sala separada, construida al otro lado de la rue des Hospitalières-Saint-Gervais. Se inauguró el 5 de junio de 1823. La fachada de esta carnicería está decorada con dos fuentes cuyo agua desemboca en estanques, por dos cabezas de toro de bronce de estilo asirio antiguo, obra de la escultora Edmée Gaulle. El pabellón se transformó en una escuela municipal después del cierre del mercado en 1910. Las cabezas de bóvidos se conservan con fines puramente decorativos.

## Descripción
Los restos de la antigua fuente del Marché des Blancs-Monteaux son las dos cabezas de buey de bronce adornadas para el sacrificio, realizadas en 1819 por Edmée Gaulle. Las dos fuentes están compuestas por una mesa saliente en forma de estela, rematada por un pequeño frontón triangular. Las cabezas de los bueyes tienen los cuernos y las mejillas decoradas con frutos y colgantes. En ese momento, el agua se escapó del hocico de las cabezas de buey, situadas en el tímpano de los frontones, desembocando en los dos estanques hoy desaparecidos.

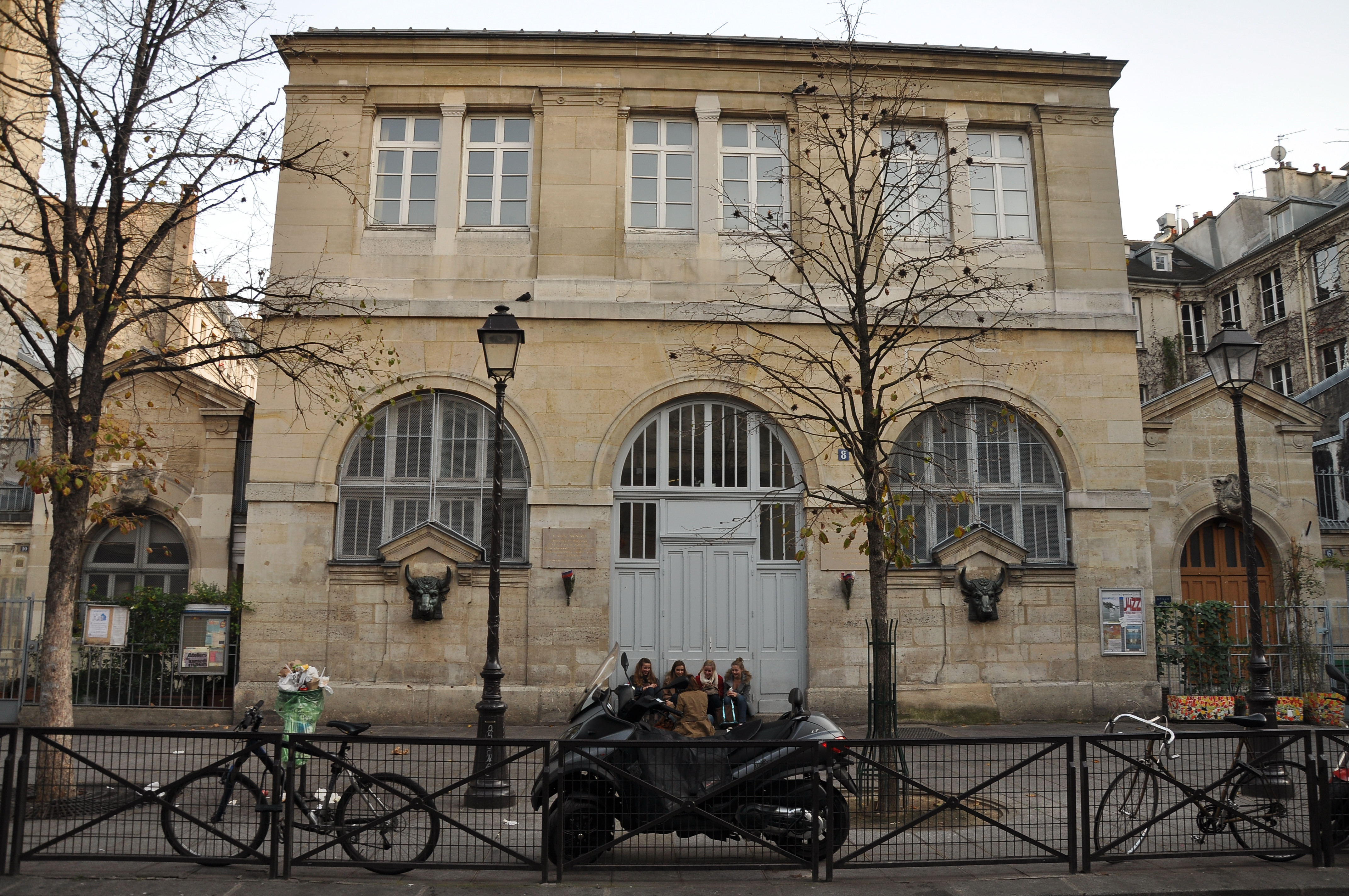
Visión general.
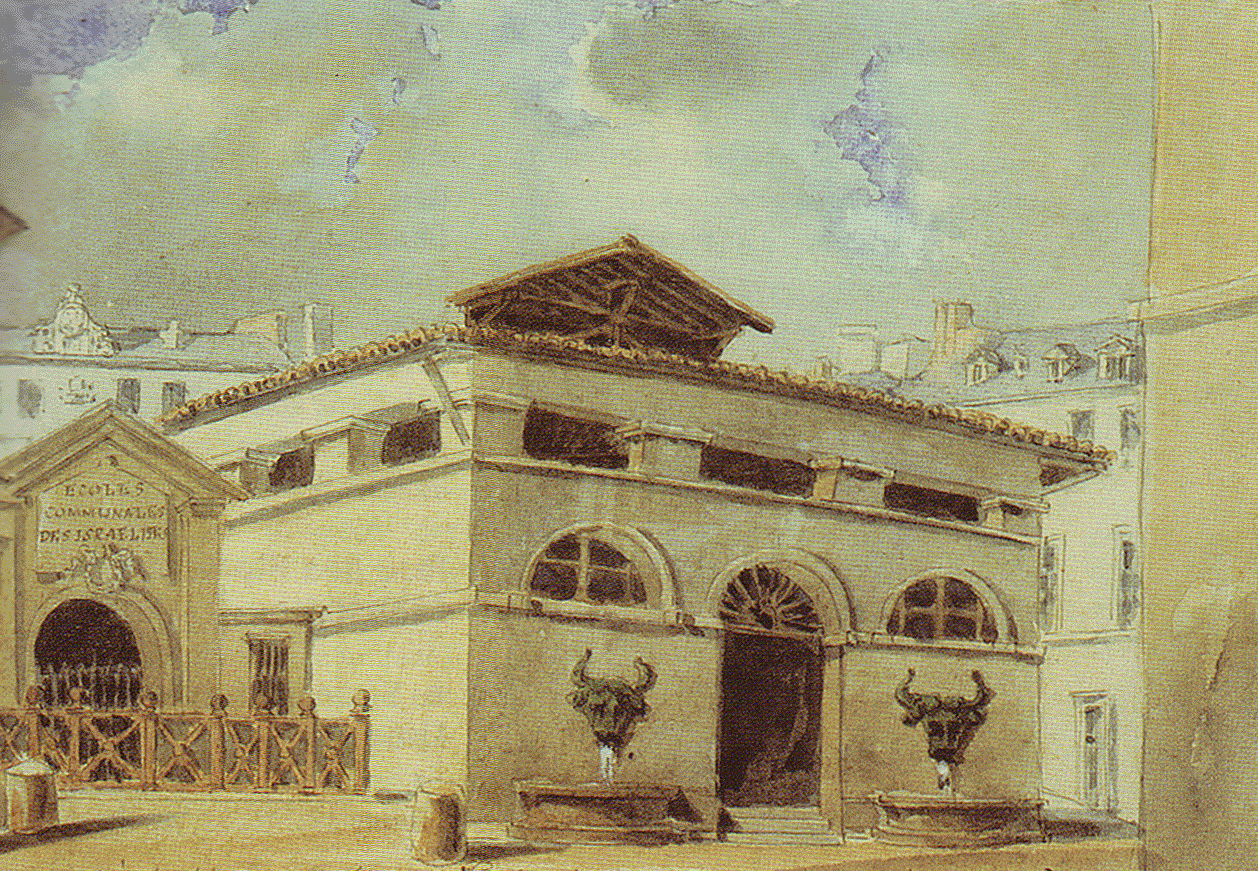
La carnicería del mercado de Blancs-Manteaux en 1852. Acuarela de Amlin.
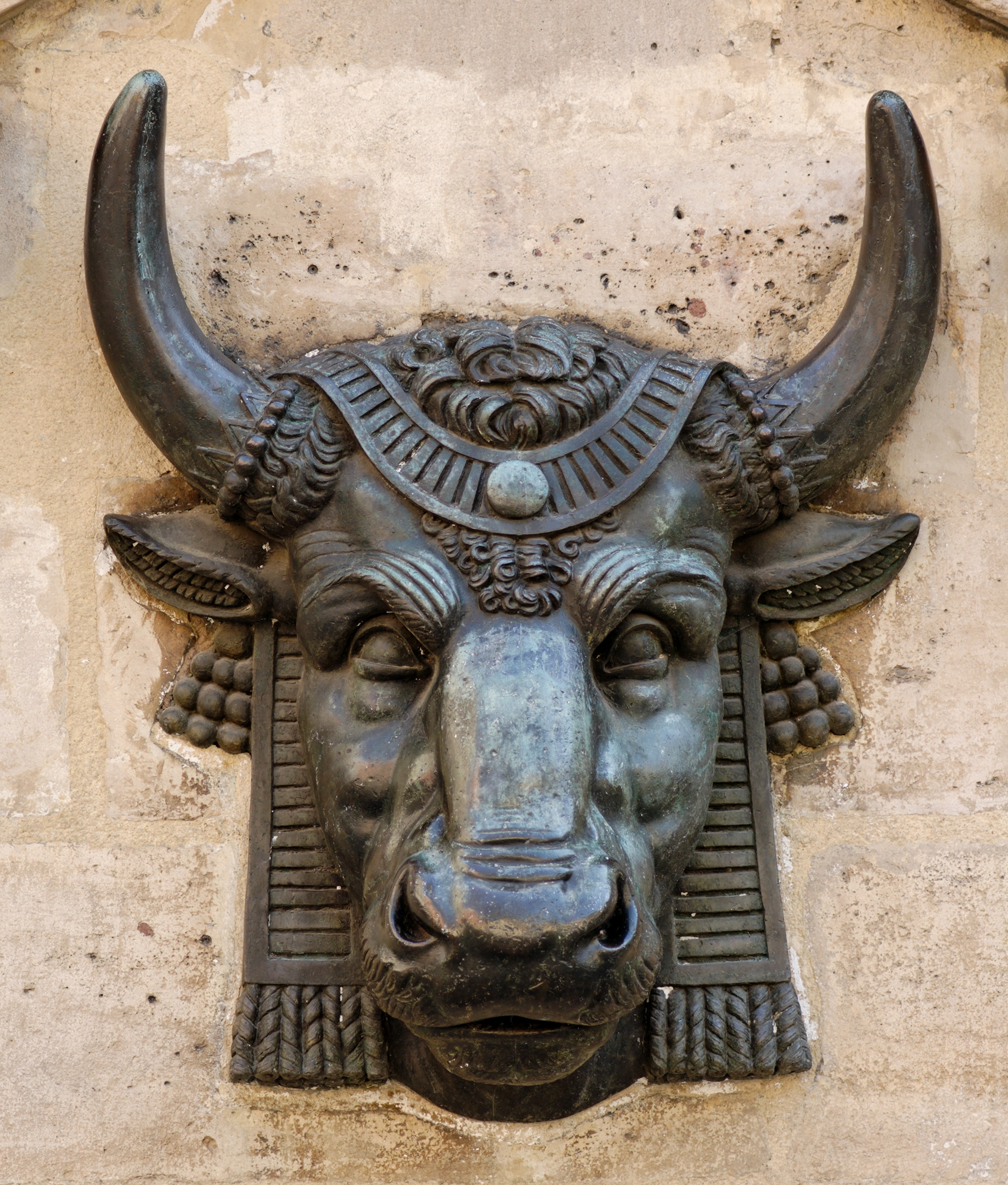
Una de las cabezas de toro de bronce de Edmée Gaulle